# Veliki Crljeni
Veliki Crljeni es un pueblo ubicado en la municipalidad de Lazarevac, en el distrito de Belgrado, Serbia.

## Superficie
Posee una superficie de 17,27 kilómetros cuadrados.

## Demografía
Hasta 2011 la población era de 4318 habitantes, con una densidad de población de 250,1 habitantes por kilómetro cuadrado.